# Caracasstruikgors
De Caracasstruikgors (Arremon phaeopleurus) is een zangvogel uit de familie Emberizidae (gorzen).

## Verspreiding en leefgebied
Deze soort komt voor op de oostelijk helling van de Andes van oostelijk Colombia en westelijk Venezuela.